# Gräberfeld Hammarskulle

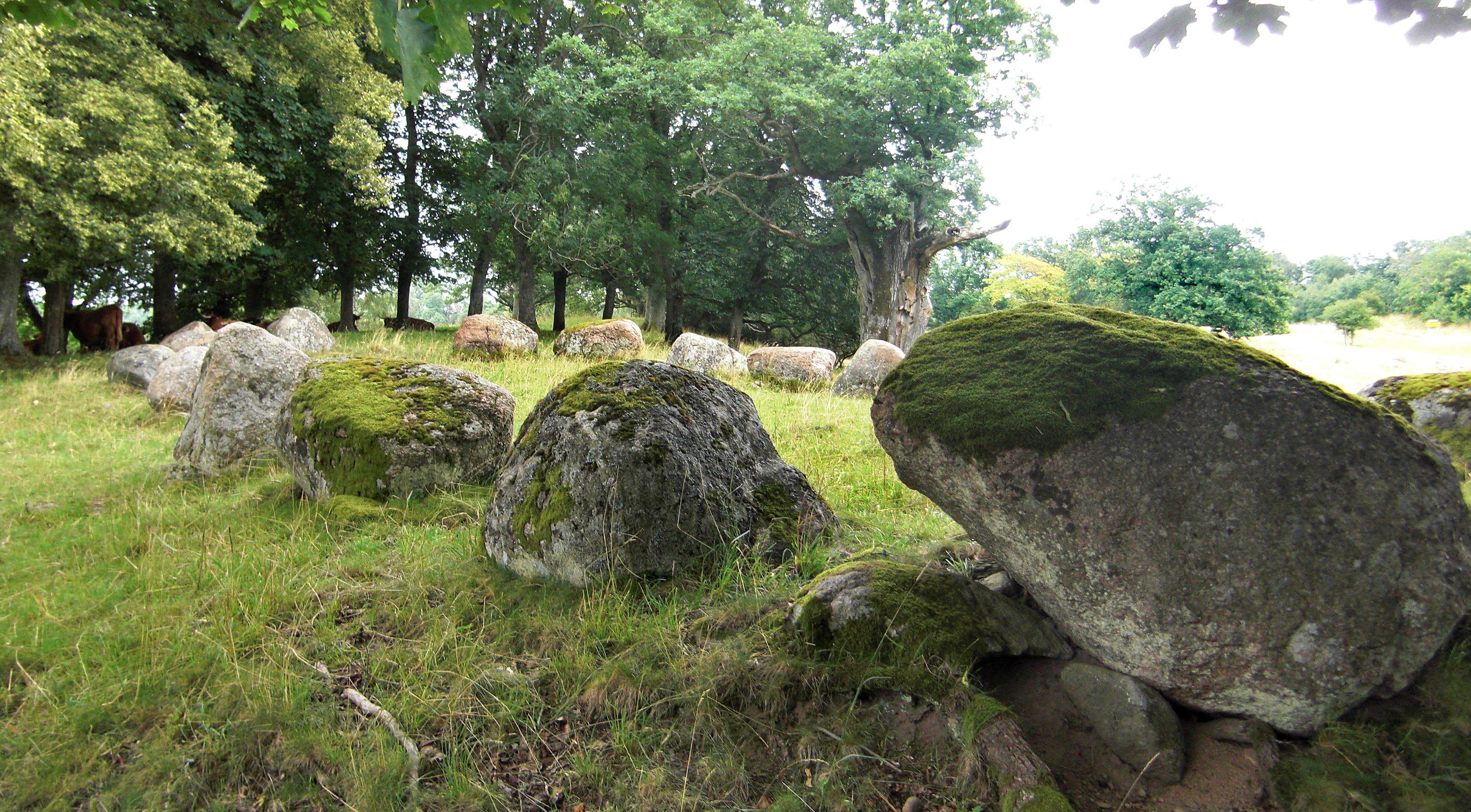
Schiffssetzung

Das Gräberfeld Hammarskulle (auch Johannishusåsen gravfält genannt) bei Ronneby in der schwedischen Provinz Blekinge län und der historischen Provinz Blekinge liegt etwa 2,7 km nördlich des Gräberfeldes Hjortsberga auf dem Höhenzug Johannishusåsen, auf einer eingezäunten Wiese nahe der Straßenabzweigung. 
Es soll etwa 60 Anlagen von der späten Bronze- bis zur Wikingerzeit umfassen. Oberflächig zu sehen sind nur eine Schiffssetzung (56° 14′ 38,9″ N, 15° 25′ 21″ O) und 100 m von der Schiffssetzung entfernt ein Domarring (Lage: 56° 14′ 39″ N, 15° 25′ 27,1″ O). Beide sind (als Hjortsberga 36:1 und Hjortsberga 37:1) registrierter Teil des Gräberfeldes. Gemäß Datenbank besteht das Gräberfeld Hammarskulle nur aus einem Steinkreis, einer Steinsetzung und einem Grabhügel (Lage:56° 14′ 35,5″ N, 15° 25′ 28,2″ O). Die separat katalogisierte Schiffssetzung wird in der Datenbank als Domarring bezeichnet.
In der Nähe liegt das Gräberfeld Kasakulle.